# Христо Гоговски
Христо Гоговски е български футболист, полузащитник.

## Биография
Роден е на 23 октомври 1993 година в Сандански. Прави първите си стъпки на 13-годишна възраст в частната школа на Ивайло Андонов „Пирин 2001(Благоевград)“. 3 години по-късно е привлечен в академията на Христо Стоичков „Чавдар (Етрополе)“.
Става шампион на България за юноши до 17 години още през първата си година в отбора на ПФК Чавдар (Етрополе) през 2010 година.
През 2011 година получава първата си повиквателна от националния отбор на България при треньор Атанас Атанасов. По-късно през годината заминава на лагер в Шотландия с националния отбор и взима участие в приятелски срещи срещу отборите на Рейнджърс и Мидълзбро.
На 18 години дебютира в професионалния футбол с отбора на ПФК Чавдар (Етрополе) срещу отбора на ПФК Нефтохимик (Бургас).
След разпадането на ПФК Чавдар (Етрополе) през 2013 година става част от отбора на ПФК Вихрен (Сандански) със старши треньор Атанас Манушев.
През 2014 година е поканен за едномесечен пробен период в испанския „Реал Валядолид“.
През есента на 2014 година преминава в състава на „Велбъж“ (Кюстендил), където изиграва 14 мача и се отчита с 3 попадения.
Доброто му представяне не остава незабелязано и през пролетта на 2015 година е привлечен в отбора на „ПФК Пирин“ (Гоце Делчев), който се състезава в третото ниво на българския футбол със старши треньор Йордан Боздански. След 15 мача и 6 гола напуска отбора на Пирин.
През лятото на 2015 година подписва договор с дебютанта в Б група „Оборище“ (Панагюрище), за който записва 11 мача и 1 гол.
На 2 февруари 2016 година подписва договор за 2,5 години с третодивизионния португалски „Барейрензе“ (Португалия).
На 6 февруари 2016 година става шампион на окръг Барейру с отбора на „Барейрензе“